# Crepipatella dorsata
Crepipatella dorsata är en snäckart som först beskrevs av William John Broderip 1834.  Crepipatella dorsata ingår i släktet Crepipatella och familjen toffelsnäckor. Inga underarter finns listade i Catalogue of Life.